# Tikopia (langue)
Cet article concerne la langue. Pour l’île, voir Tikopia.
Le tikopia est une langue polynésienne parlée aux Salomon par 3 320 locuteurs, notamment à Tikopia, dans la province de Temotu, mais également dans d’autres îles telles que Vanikoro, Santa Cruz ou Makira. Il est apparenté à l’anuta et semble être originaire des Tuvalu. C’est une langue SVO et VSO.